# Pingree
Pingree és una població dels Estats Units a l'estat de Dakota del Nord. Segons el cens del 2000 tenia 66 habitants.

## Demografia
Segons el cens del 2000, Pingree tenia 66 habitants, 26 habitatges, i 21 famílies. La densitat de població era de 141,6 hab./km².
Dels 26 habitatges en un 42,3% hi vivien nens de menys de 18 anys, en un 50% hi vivien parelles casades, en un 15,4% dones solteres, i en un 19,2% no eren unitats familiars. En el 15,4% dels habitatges hi vivien persones soles el 7,7% de les quals corresponia a persones de 65 anys o més que vivien soles. El nombre mitjà de persones vivint en cada habitatge era de 2,54 i el nombre mitjà de persones que vivien en cada família era de 2,81.
Per edats la població es repartia de la següent manera: un 33,3% tenia menys de 18 anys, un 4,5% entre 18 i 24, un 31,8% entre 25 i 44, un 22,7% de 45 a 60 i un 7,6% 65 anys o més.
L'edat mediana era de 32 anys. Per cada 100 dones de 18 o més anys hi havia 131,6 homes.
La renda mediana per habitatge era de 28.750 $ i la renda mediana per família de 25.938 $. Els homes tenien una renda mediana de 49.375 $ mentre que les dones 17.500 $. La renda per capita de la població era de 22.672 $. Entorn del 24,1% de les famílies i el 32,5% de la població estaven per davall del llindar de pobresa.

## Poblacions més properes
El següent diagrama mostra les poblacions més properes.